# Antonio Solimando
Antonio Solimando est un journaliste politique de la radio Bel-RTL (RTL-Belgique)